# フライングシャイン
フライングシャイン (FlyingShine) は、かつて存在した日本のアダルトゲームメーカー。株式会社メガリスソフトのアダルトゲームブランドでもある。

## 概要
代表取締役は米川賢一（KeN）。同社作品のプロデューサー、シナリオライターも兼任していた。1996年の設立以降、ゲーム開発業務に専念して販売は他社ブランドから行っていたが、2003年にヒットした『CROSS†CHANNEL』から自社ブランドでの販売を開始した。また、サブブランドである FlyingShine黒からリリースされた『ミライシリーズ』などがヒットしていたが、その後は制作の遅れによって資金繰りが悪化していたため、事業を縮小していた。2019年6月19日、東京地方裁判所から破産開始の決定を受けた。2019年10月30日に法人格が消滅した。
なお、株式会社ネクストンのブランド「Liquid-Shine」は『ミライシリーズ』の世界観を貸し出したもので、開発は行っていない。

## 作品一覧

### FlyingShine
- 2003年9月26日 - CROSS†CHANNEL
- 2004年9月24日 - Noel
- 2005年9月16日 - 夢見ヶ丘
- 2006年7月28日 - かいわれっ!

### FlyingShine黒
- 2003年12月19日 - アカルイミライ 〜Wet And Messy 2nd time〜
- 2004年
  - 3月26日 - おまえのなつやすみ
  - 6月25日 - クライミライ
  - 11月26日 - ピエタ 〜しあわせの青い鳥〜
- 2005年
  - 4月15日 - クライミライ2
  - 11月23日 - クライミライ3
  - 1月27日 - クライミライ DVD-ROM版
- 2006年
  - 2月24日 - おまな2 おまえんち萌えてるぞ
  - 4月28日 - 〜CrimeRhymeParadox〜 イナホノミライ
  - 6月30日 クライミライ2 DVD-ROM版
  - 9月1日 - 彼女たちの禁忌
  - 10月27日 - アカルイミライ 〜Wet And Messy 2nd time〜 DVD-ROM版
  - 12月22日 - クライミライ3 DVD-ROM版
- 2007年
  - 1月26日 - おまなつDVDパック
  - 2月23日 - ミライファンディスク
  - 3月30日 - イナホノミライ DVD-ROM版
  - 6月22日 - クライミライ4
- 2008年11月28日 - ココロノ
- 2012年8月31日 - 寝取られの学園 〜輪廻（まわ）るサクリファイス〜

### FlyingShine寿
- 2005年1月28日 - へんしん☆ア・ラ・メイド
- 2008年5月30日 - アンドロイドメイドのナナミさんはご奉仕大好きでご主人様はすぐにイっちゃうの。

### FlyingShine犬
- 2006年11月24日 - 女教師 輪姦の教室
- 2008年9月26日 - 女教師 輪姦の教室 DVD-ROM版
- 2009年4月24日 - 正義の教室

### らぱぷる
- 2007年
  - 3月30日 - なまたま
  - 8月31日 - 水恋（みずこい）
- 2008年
  - 3月21日 - あねてぃ!?
  - 10月31日 - まままままま
- 2009年
  - 10月30日 - 甘艶母〜双子ママとエッチな夏休み〜
  - 9月24日 - はれがく!
- 2011年8月26日 - ちちみこ!!

### Axis
- 2009年6月26日 - くるくるくーる
- 2010年4月30日 - カスタードクリームたい焼き
- 2011年4月8日 - 究極魔法少女 絶対☆姉貴

### 他社ブランドで発売した作品
※カッコ内は販売先ブランド。
- 1996年 - ぱじゃまJam（Jam）
- 1997年 - サディスティック・メディシン（PIL）
- 1998年 - Revolver（PIL）
- 1999年
  - WAM xxxnovel-wetandmessy.com（PIL）
  - POW 〜捕虜〜（rúf）
- 2000年
  - 贖罪の教室（rúf）
  - 傀儡（あやつり）教室（rúf）
- 2001年
  - Vie -いつかの夏の日。（SweetBasil）
  - 贖罪の教室 BAD END（rúf）
  - 傀儡（あやつり）の教室 HAPPYEND（rúf）
  - このはちゃれんじ!（rouge）
- 2002年
  - ナビキノカジツ〜SadisticMedicinePLUS〜（PIL）
  - 仄かに視える絶望のmemento（digi Anime）
  - Revolver 357MAG（PIL）
  - DoNoR（rouge）
  - ぼくらがここにいるふしぎ。（rouge）
  - 女教師・裕美の放課後（GuiltyN）
  - 女教師 牝奴隷（GuiltyN）
- 2003年
  - BM0 残酷な夜に彼女の叫びは誰にも聞こえない。（rouge）
  - 生贄の教室（rúf）
  - 七巴の剣 くのいち 淫の章（rouge）
  - 海からくるもの（rouge）
- 2004年
  - CARNIVAL（S.M.L）
  - ね〜つま（ぷちぱじゃま）
- 2005年 - SWAN SONG（Le.Chocolat meets FlyingShine）
- 2006年
  - 痴態姦賞〜放課後のチャイムははショーの始まり〜（Sukaradog）
  - Re:（S.M.L）